# Gynoplistia (Gynoplistia) umbacoora
Gynoplistia (Gynoplistia) umbacoora is een tweevleugelige uit de familie steltmuggen (Limoniidae). De soort komt voor in het Australaziatisch gebied.